# Tieffenbach
Tieffenbach è un comune francese di 298 abitanti situato nel dipartimento del Basso Reno nella regione del Grand Est.

## Società

### Evoluzione demografica
Abitanti censiti